# Américo Ramos
Américo d'Oliveira dos Ramos é um banqueiro e político são-tomense, atual primeiro-ministro de seu país desde 12 de janeiro de 2025. Anteriormente, serviu como governador do Banco Central de São Tomé e Príncipe e foi Ministro das Finanças entre 2010 e 2012 e entre 2014 e 2018.